# Association française d'histoire religieuse contemporaine
L’Association française d'histoire religieuse contemporaine (AFHRC) est une association d'historiens contemporanéistes français dont le champ de recherche comprend le fait religieux.

## Histoire
L'Association française d'histoire religieuse contemporaine est fondée en 1974, principalement à l’initiative de Jean-Marie Mayeur et de Jacques Gadille,,. Sa mission est de « favoriser les progrès de la recherche et de la diffusion de ses résultats, d’établir à cette fin une collaboration avec les chercheurs d’autres disciplines ».
Elle rassemble une grande partie des spécialistes français d'histoire religieuse contemporaine, ainsi que ces chercheurs étrangers. En 2012, les adhérents sont environ 300. Le bureau de l’association est formé de neuf membres.
L’AFHRC organise une journée d’étude annuelle, dont les actes sont publiés chez différents éditeurs et publie un bulletin périodique. Selon Jacques-Olivier Boudon, « Les thèmes de recherche de ses journées d’études offrent une entrée possible pour lire les évolutions de l’historiographie du fait religieux depuis près de quarante ans ». 

## Présidents
| Portrait                                                                   | Identité                                      | Période | Période | Durée |
| Portrait                                                                   | Identité                                      | Début   | Fin     | Durée |
| -------------------------------------------------------------------------- | --------------------------------------------- | ------- | ------- | ----- |
| Pas de portrait sous licence libre disponible pour Jean-Marie Mayeur.      | Jean-Marie Mayeur (1933 - 2013)               | 1975    | 1978    | 3 ans |
| Pas de portrait sous licence libre disponible pour Jacques Gadille.        | Jacques Gadille (d) (1927 - 2013)             | 1978    | 1981    | 3 ans |
| Pas de portrait sous licence libre disponible pour Gérard Cholvy.          | Gérard Cholvy (1932 - 2017)                   | 1981    | 1984    | 3 ans |
| Pas de portrait sous licence libre disponible pour Étienne Fouilloux.      | Étienne Fouilloux (né en 1941)                | 1984    | 1987    | 3 ans |
| André Encrevé en 2015.                                                     | André Encrevé (né en 1942)                    | 1987    | 1990    | 3 ans |
| Pas de portrait sous licence libre disponible pour Jean-Dominique Durand.  | Jean-Dominique Durand (né en 1950)            | 1990    | 1993    | 3 ans |
| Pas de portrait sous licence libre disponible pour Nadine-Josette Chaline. | Nadine-Josette Chaline (née en 1938)          | 1993    | 1996    | 3 ans |
| Pas de portrait sous licence libre disponible pour Jacques Prévotat.       | Jacques Prévotat (né en 1939)                 | 1996    | 1999    | 3 ans |
| Pas de portrait sous licence libre disponible pour Claude Prudhomme.       | Claude Prudhomme (d) (né en 1947)             | 1999    | 2002    | 3 ans |
| Philippe Boutry en 2013.                                                   | Philippe Boutry (né en 1954)                  | 2002    | 2005    | 3 ans |
| Jacques-Olivier Boudon en 2015.                                            | Jacques-Olivier Boudon (né en 1962)           | 2005    | 2008    | 3 ans |
| Jacqueline Lalouette                                                       | Jacqueline Lalouette (née en 1945)            | 2008    | 2011    | 3 ans |
| Pas de portrait sous licence libre disponible pour Dominique Avon.         | Dominique Avon (né en 1968)                   | 2011    | 2014    | 3 ans |
| Pas de portrait sous licence libre disponible pour Christian Sorrel.       | Christian Sorrel (né en 1957)                 | 2014    | 2017    | 3 ans |
| Pas de portrait sous licence libre disponible pour Isabelle Saint-Martin.  | Isabelle Saint-Martin (d) (née au XXe siècle) | 2017    | 2020    | 3 ans |
| Frédéric Gugelot, 13 février 2015.                                         | Frédéric Gugelot (né au XXe siècle)           | 2020    |         |       |